# Schreez
Schreez war eine Gemeinde im oberfränkischen Landkreis Bayreuth. Am 1. April 1939 wurde sie aus den Gemeinden Obernschreez und Unternschreez gebildet. Sie bestand außer den beiden Hauptorten aus Culmberg, Freileithen, Gosen und Röth. Die Gemeinde hatte eine Gebietsfläche von 5,222 km².
Bei einer Bürgerversammlung im April 1973 sprach sich die Mehrzahl der Anwesenden für eine Eingemeindung nach Bayreuth aus, worauf der Gemeinderat einstimmig einen entsprechenden Antrag stellte. Im Zuge der Gebietsreform in Bayern wurde Schreez am 1. Mai 1978 nach Haag eingemeindet.
Einwohnerentwicklung
| Jahr      | 1939  | 1946  | 1950  | 1952  | 1961  | 1970  |
| Einwohner | 312   | 477   | 456   | 420   | 381   | 402   |
| Häuser    |       |       | 59    |       | 68    |       |
| Quelle    | [ 7 ] | [ 7 ] | [ 8 ] | [ 7 ] | [ 3 ] | [ 9 ] |